# Phaedrotoma rufimarginata
Phaedrotoma rufimarginata är en stekelart som först beskrevs av Fischer 1963.  Phaedrotoma rufimarginata ingår i släktet Phaedrotoma och familjen bracksteklar. Inga underarter finns listade i Catalogue of Life.